# Mobility Data Specification
Mobility Data Specification（モビリティ・データ・スペシフィケーション、略称：MDS）は、都市（地方自治体など）とシェアモビリティ事業者（自転車、電動キックボード、カーシェアなど）との間で、車両単位の運行情報や規制情報をリアルタイムに交換するためのデータ通信仕様である。オープンモビリティ財団（Open Mobility Foundation、略称：OMF）によって開発・運営されている。

## 概要
MDSは、都市が自らの交通政策や公共空間の管理をより効果的に行うために、シェアモビリティ事業者と標準化された形でデータをやり取りすることを目的として設計された。特に、路上を走行または駐車しているマイクロモビリティ車両（例：電動スクーターやシェア自転車）の運行状況を把握し、都市側が必要な規制やゾーン設定を動的に行える仕組みが特徴である。
この仕様は、GBFS と互換性を持ちつつ、より都市側のニーズ（違法駐車や利用禁止エリアなどの管理）に対応している点が特徴である。

## 構成
MDSは主に以下のモジュールから構成されている。
- Provider API：事業者から都市に対して、車両の位置情報、状態、走行履歴などを提供するAPI。
- Agency API：都市が事業者に対して、地理的ゾーンの定義、規制の通知などを行うためのAPI。
- Policy API：都市が定めた運用ポリシー（例：最大車両数、駐輪禁止エリアなど）を共有する仕組み。
- Metrics API：分析用の集計データをやり取りするための仕様。

## 利用事例
MDSは、アメリカ合衆国を中心に多くの都市で採用されており、特にロサンゼルス市交通局（LADOT）が最初の実装事例として知られている。その他、ニューヨーク市、シカゴ市、ワシントンD.C.などの大都市が導入しており、公共空間の管理やモビリティポリシーの実施に役立てている。
国際的には欧州やアジアにおいてもMDSの導入が進められており、日本国内でも一部自治体や民間企業が関心を示している。

## 関連技術
- General Bikeshare Feed Specification（GBFS） - 利用者向けにリアルタイムな車両情報を提供するデータ仕様で、MDSと併用されることが多い。
- TOMP-API - 欧州を中心に策定されている、モビリティ・サービス間の統合的連携を目的としたAPI仕様。

## 主な特徴
- 都市がデータの受け手となる点で、従来のユーザー中心のオープンデータ仕様（例：GTFS、GBFS）とは異なる。
- プライバシー保護とセキュリティの観点から、位置情報の取り扱いやアクセス制御に関する議論が活発に行われている。
- オープンソースとしてGitHubで仕様が公開されており、各都市のニーズに応じてカスタマイズが可能である[2]。